# Citroën CX
Citroën CX är en bilmodell som tillverkades av den franska biltillverkaren Citroën åren 1974–1991. Den byggdes i totalt 1 170 645 exemplar.

## Historia
Citroën CX ritades av Robert Opron som ersättare för den framgångsrika Citroën DS. Utseendet liknar GS som kom några år tidigare.
Jämfört med DS (paddan) tog CX ett stort steg framåt i utvecklingen. Många av de unika dragen, särskilt den gashydrauliska fjädringen, behölls och vidareutvecklades. Samtidigt blev bilen betydligt rymligare i och med att motorn blev tvärställd och tog mindre plats. En märklig detalj i konstruktionen är att karossen både är självbärande och dessutom har en hjälpram. Trots att formen på karossen är som en halvkombi är bakrutan fast monterad, d.v.s. bilen är en sedanmodell. Kombimodellerna (Break och Familiale) är något längre än sedanmodellen. Break var en vanlig, femsitsig, herrgårdsvagn, medan Familiale var sjusitsig, vilket innebar sämre komfort än i Break för baksätespassagerarna. På samma längre bas tillverkades även en limousine som kallades Prestige.
Utvecklingen av CX kostade mycket och bidrog till att Citroën gick i konkurs 1974 och köptes upp av konkurrenten Peugeot. Planen var att bilen skulle ha en Wankel-motor, vilket inte blev av efter misslyckade försök att använda en sådan i GS. Även Maserati-V6:an från Citroën SM var tänkt som ett motoralternativ, men i kölvattnet efter oljekrisen 1973 fick marknaden nöja sig med de fyrcylindriga motorerna från DS som lyftes över i den nya modellen. För att hålla priset nere hade de enklaste modellerna ingen servostyrning, vilket i kombination med 70% av vikten på framhjulen gjorde bilen tungstyrd.
Sedanmodellen tillverkades under åren 1974–1989 och kombimodellen tillverkades fram till 1991. Komforten ansågs vara i en klass för sig jämfört med den tidens konkurrenter. Motorerna hade sina rötter ända tillbaka till 1930-talet, förutom 2,0-litersmotorn till CX Athena och Reflex från årsmodell 1980 som kom från Peugeot/Renault, den s.k. Douvrin-motorn (fanns även i en 2,2 litersversion). Bilen blev mycket dyr att tillverka och den komplicerade konstruktionen innebar rostkänslighet och en ovilja bland många mekaniker att ta sig an bilen vid problem. Elsystemet var en källa till problem. Service och underhåll var dock förutom komplicerat kopplingsbyte inte svårare än på andra bilar.
Citroën var på grund av DDR:s dåliga vägstandard populär inom den östtyska statsapparaten och användes flitigt av Erich Honecker (som även använde specialbyggda Volvo-modeller, däribland Volvo 264TE). Efter Berlinmurens fall 1989 har flera auktioner hållits i Tyskland där man sålt ut Honeckers Citroën-limousiner. 
CX såldes även i Sverige. 2,0-, 2,2-, 2,4- och 2,5-liters motor med och utan turbo fanns, liksom en dieselversion.

## Teknik
CX hade en hjälpram som förband främre och bakre hjulupphängningarna. Karossen monterades sedan med gummikuddar mot hjälpramen. De flesta CX-varianter hade DIRAVI-styrning som utvecklades till föregångaren Citroën SM, som innebär att ratt och hjul inte har mekanisk förbindelse. Istället är det hydraultrycket som utgör kopplingen. Formidabel vägkänsla och självcentrering beroende på hastighet är andra finesser. En punktering i full fart på ett framhjul märks inte annat än på försämrad komfort och väggrepp – ingen sneddragning eller ryckning i ratten. Bromsar och fjädring integrerades i högtryckshydraulsystemet. 
CX har en del reservdelar gemensamt med Citroën SM då Peugeot, som blev största ägaren vid sammanslagningen till PSA Peugeot Citroën, raskt lade ner SM och hade ett lager av SM-delar över. Till exempel kommer kupébelysningen på tidiga CX från SM.
Den stora kombimodellen samt de speciella Prestige- och Limousine-modellerna hade 309 cm axelavstånd.